# Antoine-Laurent de Jussieu
Antoine Laurent de Jussieu, född den 12 april 1748 i Lyon, död den 17 september 1836 i Paris, var en fransk botaniker, brorson till Antoine, Bernard och Joseph de Jussieu.

## Biografi
Jussieu fastställde ett naturligt växtsystem som kan anses vara en vidareutveckling och förbättring av Linnés system. Auktorsnamnet Juss. kan användas för Antoine-Laurent de Jussieu i samband med ett vetenskapligt namn inom botaniken; se Wikipediaartiklar som länkar till auktorsnamnet.
Jussieu var den förste att beskriva många växtfamiljer. Hans mest kända verk är Genera plantarum från 1789. Åren 1770 till 1826 var Jussieu professor vid Jardin des Plantes i Paris.
Jussieu invaldes 1788 som utländsk ledamot nummer 142 av Kungliga Vetenskapsakademien. Hans son Adrien de Jussieu var också botaniker och övertog 1826 ledarskapet av des Jardin des Plantes.
Asteroiden 9470 Jussieu är uppkallad efter honom, Antoine och Joseph.